# إد غيبونز
إد غيبونز هو سياسي كندي، ولد في 1 مارس 1949 في إدمونتون في كندا. انتخب عضو الجمعية التشريعية ألبرتا.